# Qualea tuberculata
Qualea tuberculata är en tvåhjärtbladig växtart som beskrevs av Stafleu. Qualea tuberculata ingår i släktet Qualea och familjen Vochysiaceae. Inga underarter finns listade i Catalogue of Life.